# Name dropping
Il name dropping è la pratica di “far cadere” (in inglese to drop) nella conversazione nomi di persone famose o che ricoprono ruoli di prestigio in determinati settori professionali così da suggerire che si sia in un rapporto di familiarità con queste figure.
L'espressione fu coniata nel 1947 da un giornalista anonimo del San Francisco Examiner.

## Risvolti pragmatici
Lo scopo di chi fa name dropping è quello di lasciare intendere di avere agganci sociali importanti e di conseguenza apparire agli occhi dell'interlocutore privilegiato nell'accesso a una cerchia esclusiva e alle informazioni che se ne possono ricavare.
L'abuso del name dropping può risultare spiacevole in una conversazione che si voglia improntata al galateo e alle buone maniere, poiché può facilmente essere percepito come una vanteria, una strategia di ostentazione e autopromozione, e quindi sintomo di scarsa modestia.